# Мещеряково (Граховський район)
Мещеряко́во (Рождественське, рос. Мещеряково) — село в Граховському районі Удмуртії, Росія.

## Населення
Населення — 29 осіб (2010; 43 у 2002).
Національний склад станом на 2002 рік:
- удмурти — 77 %

## Історія
Сільський прихід був відкритий в 1759 році, коли за указом Казанської контори була освячена перша церква в ім'я Різдва Христового. 1791 року село було приписане до В'ятської єпархії. 19 листопада 1844 року через пожежу згоріла церква і єлабузький купець Федір Чернов 1847 року за свої кошти почав будівництво нової. Її було завершено 1851 року. За даними 10-ї ревізії 1859 року в селі було 23 двори та проживало 150 осіб. Тоді в селі проходили 2 базари. В грудні 1937 року церква була закрита. До 1921 року село входило в склад Староятчинської волості Єлабузького повіту, потім — Можгинського повіту. 1924 року село стало центром Мещеряковської сільської ради Граховської волості. 5 травня 1964 року Центр сільради був перенесений до Лолошур-Возжі і сільрада була перейменована на Лолошур-Возжинську.

## Вулиці[3]
- вулиці — Зарічна